# Ихинагуй
Ихинагуй — деревня в Качугском районе Иркутской области России. Входит в состав Белоусовского муниципального образования. Находится примерно в 44 км к юго-западу от районного центра.

## Население
По данным Всероссийской переписи, в 2010 году в деревне не было постоянного населения.